# Alfonso Lombardi

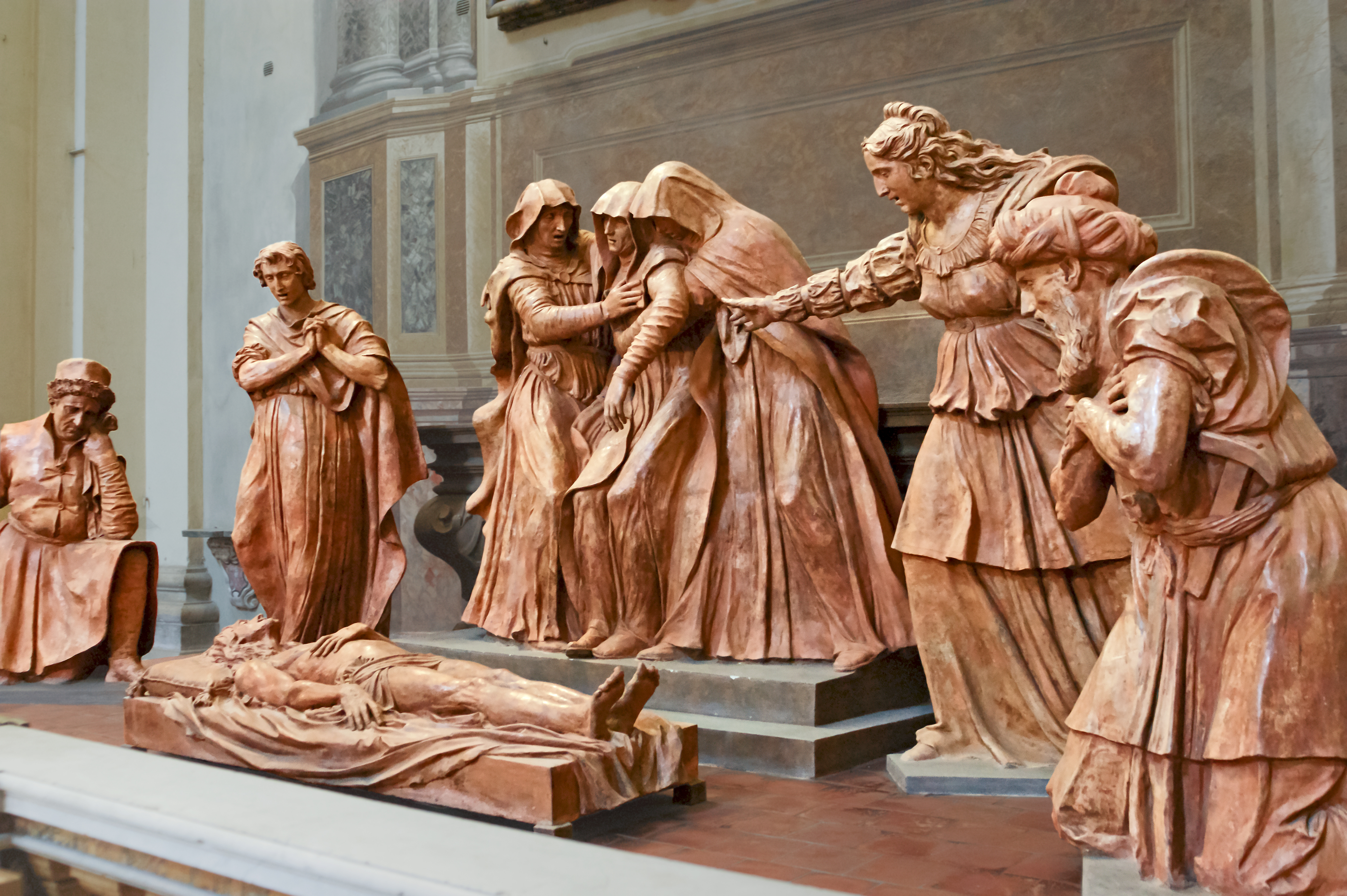
Lamentació per Crist mort per Alfonso Lombardi.

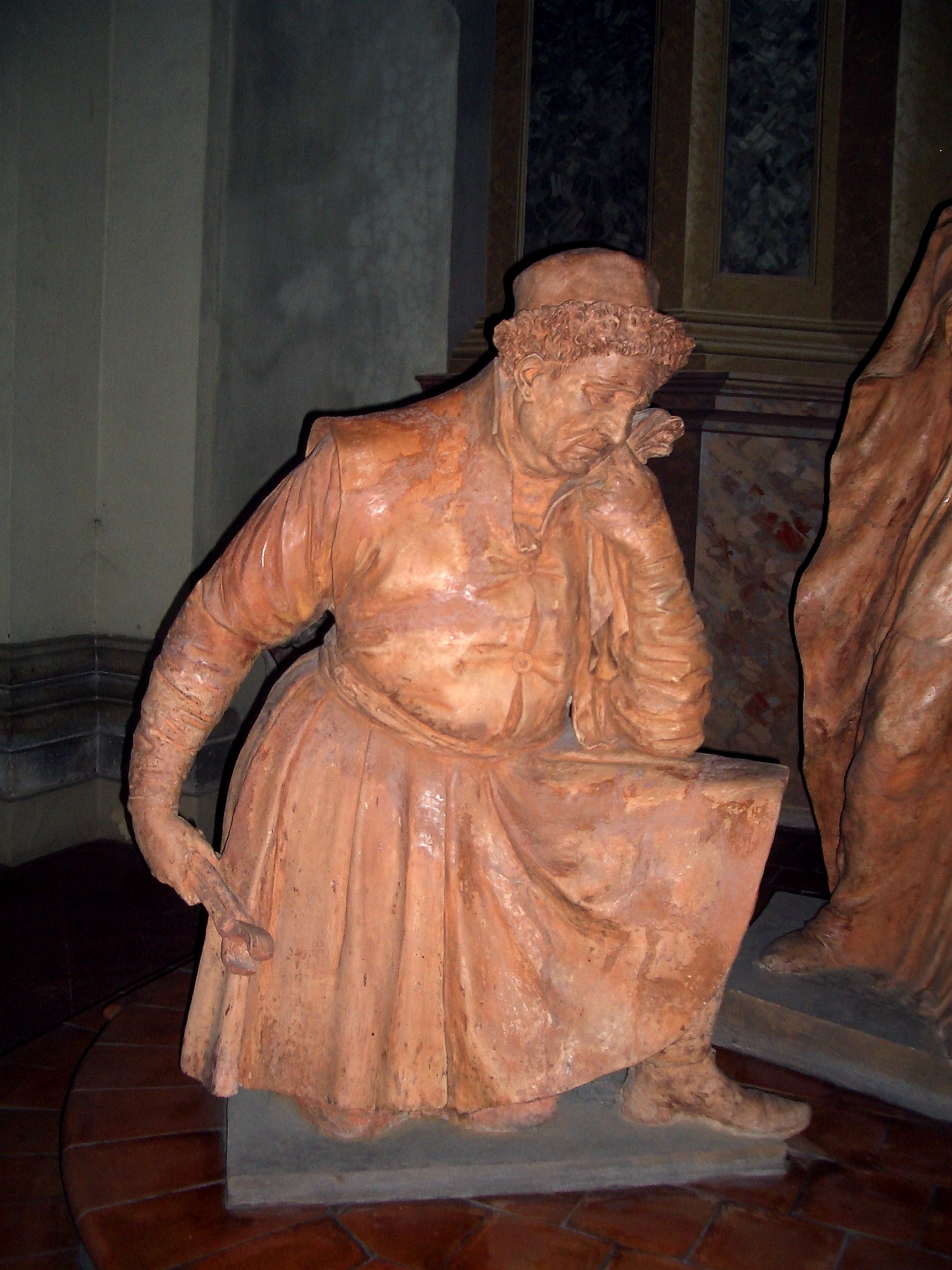
Lamentació sobre el Crist mort, estàtua de Nicodem, Bolonya, Catedral de Sant Pere.

Alfonso Lombardi (Ferrara, 1497 - Bolonya, 1537) va ser un escultor italià actiu sobretot a Bolonya, on malgrat la seua existència relativament breu, va fer moltes obres que, a més, es conserven encara a les esglésies més importants de la ciutat. Treballà sobretot l'estuc i la terracota, però demostrà de saber esculpir el marbre i treballar el bronze.

## Vida i obra
Giorgio Vasari li va dedicar un capítol sencer al seu famós llibre de biografies d'artistes del Renaixement Le Vite de' più eccellenti pittori, scultori, e architettori, on explica les seues activitats artístiques, així com les (no sempre edificants) peripècies personals, la cual cosa és prova de la fama que va atènyer al seu temps.
Va nàixer a Ferrara l'any 1497, i fou ací on degué ensinistrar-se en l'art de l'escultura, treballant l'estuc i la terracota, materials que van continuar sent els seus predilectes.
Versemblantment, Alfonso es va traslladar a Bolonya poc després de complir la vintena. És seua l'estàtua de terracota pintada simulant bronze que es troba al Palazzo d'Accursio, i que representa Hèrcules abatent l'Hidra de Lerna, la qual li va ser encarregada l'any 1519, arran de la restauració pontifícia del govern de la ciutat. Altra obra de caràcter públic va consistir en les quatre estàtues dels Quatre Sants Protectors de Bolonya, situats sota la volta del palazzo del Podestà.
L'any 1522, sempre a Bolonya, va rebre la comanda de fer per a l'oratori de Santa Maria della Vita un grup escultòric de 14 estàtues, representant el Trànsit de la Mare de Déu, considerat per molts com la seua obra més bella. En efecte, en aquestes escultures, Alfonso demostra estar al corrent de les novetats classicistes procedents de Florència i Roma i cerca de prendre com a model propi l'estil de Rafael i de Miquel Àngel.
De ben poc després (ca. 1524) és la Lamentació sobre el Crist mort, feta per a la catedral bolonyesa de Sant Pere. En aquesta obra, Lombardi es mostra com a vàlid continuador de la tradició emiliana de l'escultura en terracota, que s'hi expressava de la millor manera als grups de mortorii. Hi atenua encara més els tons populars de Guido Mazzoni i els angoixosos de Niccolò dell'Arca per assumir-hi aspectes més mesurats. Les diferències estilístiques amb el grup del Trànsit de la Mare de Déu han portat a certs crítics a posar-ne en dubte l'atribució.
A Bolonya va treballar també a l'obra de la Basílica de San Petronio, fent-ne alguns relleus per al portal esquerre.
També va treballar a Ferrara (són seus els bustos dels Apòstols, avui dia a la catedral de la ciutat), a Castel Bolognese ("Grup del Calvari" de l'església de San Petronio), a Faenza (Grup de la Mare de Déu amb l'Infant i els sants Joan Evangelista i Joan Baptista, actualment a la Pinacoteca Civica) i a altres ciutats emilianes.
A Bolonya, atès que la seua reputació s'havia consolidat, també com a retratista, Alfonso es va saber aprofitar de la visita a la ciutat de l'emperador Carles V per a la cerimònia de coronació (22 de febrer de 1530) fent-li donació del seu retrat en bust esculpit. El mateix Vasari narra l'episodi:
| « | Vingué en aquell temps l'emperador Carles V a Bolonya, perquè Ticià da Cador, pintor excel·lentíssim, poguera retratar a Sa Majestat; el que va donar a Alfonso l'oportunitat d'entrar per mitjà de Ticià, i aprofitant l'avinentesa en començà un retrat en estuc. I amb tanta gràcia va expressar-ne l'efígie, que a més de l'anomenada que l'obra li va proporcionar, si l'emperador va donar mil escuts a Ticià, a ell li'n correspongueren cinc-cents. | » |
| — Giorgio Vasari, Le vite de' più eccellenti architetti, pittori, et scultori italiani, da Cimabue insino a' tempi nostri. Edició per la impremta de L. Torrentino, Florència 1550 | |   |

L'any següent li va ser encarregada, per a la Basílica de Sant Domènec, la realització dels baixos relleus per a la predel·la de marbre de l'Arca de sant Domènec (Escenes de la vida del Sant Domènec, Adoració dels Reis Mags), obra de gran prestigi a la vista dels escultors que el van precedir en ella (Nicola Pisano, Miquel Àngel, Niccolò dell'Arca).
El cardenal Hipòlit de Mèdici el va prendre sota la seua protecció i se'l va endur a Roma, on va fer el retrat del papa Climent VII i un altre a la memòria del pare del seu protector, Julià de Mèdici (obres traslladades al Palazzo Vecchio de Florència).
Mort el cardenal Hipòlit (1535), Alfonso tornà a Bolonya, on va morir prematurament, a l'edat de 41 anys.